# Blaue Liste der erfolgreich erhaltenen oder geförderten Tier- und Pflanzenarten
Als Blaue Listen der erfolgreich erhaltenen oder geförderten Tier- und Pflanzenarten bezeichnet man in der Schweiz eine Liste von Tier- oder Pflanzenarten, die einmal auf der Roten Liste der gefährdeten Tier- und Pflanzenarten standen und nun nicht mehr dort angeführt sind. Es gibt mehrere solcher Listen. Sie werden regional erstellt.
Es gehören dazu nur lebende Tierarten, die meist aufgrund von gezieltem Schutz erhalten werden konnten. Ausgestorbene Tierarten gehören der obersten Gruppe der Tiere auf der Roten Liste an (Extinct).

## Geschichte
Eingeführt wurde sie vom Geobotanischen Institut ETH Zürich (seit 2006 Teil des Instituts für Integrative Biologie im Departement für Umweltwissenschaften). Dieses definiert sie als „Verzeichnisse jener Rote-Liste-Arten, welche im bearbeiteten Gebiet gesamthaft eine dauerhafte Bestandesstabilisierung oder -zunahme erfahren haben.“ Deshalb muss auch immer ein Zeitraum definiert werden, der betrachtet wird.
Der Nutzen des Artenschutzes war lange nicht bekannt und konnte so von manchen in Zweifel gezogen werden. Daher wurde nach einer Methode gesucht, die Erfolge des Artenschutzes zu messen.
Sie sind also als psychologisches Gegengewicht zu den negativen Roten Listen gedacht. Ihr Ziel ist es, die Leistungen des Naturschutzes aufzuzeigen.

### Projekt des Geobotanischen Instituts der ETH Zürich
1980 wurde das Projekt gestartet. Es lief bis 1995. In der Nordschweiz wurden die Kantone Aargau, Zürich und Schaffhausen ausgewählt, deren Fläche 3413 km² beträgt. Es wurde methodisch wie bei den Roten Listen vorgegangen. Es werden Informationen von Spezialisten, wissenschaftliche Literatur und Berichte einbezogen.
Ziele waren das Erarbeiten einer wissenschaftlichen Methode, um den Erfolg im Artenschutz zu messen. Diese Methode wurde Blaue Liste genannt. Außerdem sollten jene Natur- und Umweltschutztechniken beschrieben werden, die zur Stabilisierung oder Vergrößerung des Bestandes führten. Drittens sollten das neue Instrument in der nördlichen Schweiz erprobt werden.
Das Fazit des Projektes war der Nachweis, dass durch Artenschutz mindestens 317 Arten der Roten Liste in der nördlichen Schweiz stabilisiert oder vermehrt werden konnten. Bei 531 weiteren Arten zeigten lokale Projekte Wirkung, sodass sie durch größere Projekte wahrscheinlich auf eine Blaue Liste kommen würden.
Es wurde der Schluss gezogen, dass Blaue Listen ein nützliches und relativ einfaches Instrument zur Messung des Artenschutzes sind, das für Öffentlichkeitsarbeit taugt. Weiters ist nun klar, dass die Kenntnisse für Natur- und Umweltschutz vorhanden und wirksam sind.

#### Beispiele
Beispiele für erfolgreichen Artenschutz sind:
- Der Mittelspecht (Dendrocopos medius), dessen Bestand zwar weiterhin gefährdet ist, aber durch den Schutz von grossen bewaldeten Gebieten mit Eichen in der nördlichen Schweiz stabilisiert werden.
- Die Kleine Orchis (Orchis morio), die aber auch weiterhin gefährdet ist, konnte durch die Regeneration von Streuwiesen und jährliche Herbstmahd in der nördlichen Schweiz stabilisiert werden.

## Kategorien
Für die Blauen Listen werden drei Kategorien definiert:
1. Delisting: d. h. die Bestandeszunahme ist so gross, dass die Art aus der Roten Liste gestrichen werden kann.
2. Bestandeszunahme: der Bestand wurde größer, aber er reicht nicht für ein Delisting.
3. Dauerhafte Bestandesstabilisierung: der Bestand ist dauerhaft gesichert.

Alle drei Kategorien können in Unterkategorien unterteilt werden, je nachdem, ob die Bestandesstabilisierung oder -zunahme durch die Anwendung von Natur- und Umweltschutztechniken zustande kam oder nicht.